# Salar de Antofalla
Salar de Antofalla är en saltslätt i Argentina. Den ligger i den norra delen av landet, öster om Volcán Antofalla.
Ett kallt stäppklimat råder i trakten.